# 圖標設計
图标设计是设计图像符号的过程，以此来表现或具象或抽象的主题、实体或动作。在应用程式中，图标常常用于表示计算机系统中的程序、功能、数据或数据集。

## 风格与用途
图标设计简至平面图形、黑色轮廓；繁至具有各式渐变、投影、闭塞阴影、三维效果等平面设计元素。
因计算机图标能在各种尺寸下使用，在图标设计中，常先设计大尺寸的原片，由之产生小尺寸版本。为整套图标采用同套配色、透视角度和表现风格，使其风格一致，效果常令人满意。特别注意，绘制微缩尺寸图标时应注意消除没有必要的细节，对线条和对象进行像素级微调，以避免所产图像的凌乱和模糊。

### 尺寸调整
如今，很多图标的最大尺寸有着宽1024像素，高1024像素甚至更高的分辨率。图标设计的难点在于，要在这一最大尺寸，一直到其宽高16像素的所有微缩版本上，保持图标如一的交互性、美观性和易读性。很多图标格式为保障低分辨率下的清晰度，允许保存独立调整的子图像，可以是原图的微调版本，也可以完全不同。（例如：图标在高分辨率下表现为整个键盘，低分辨率下表现为单个键帽）。

### 用途
这里一个最常见和重要的例子就是应用图标，用于在Mac、Windows、Linux或者移动平台上代表一个应用软件。那些图标依靠别具一格和显著/难忘工具栏图标和的比喻作为产品品牌的一个部分。其他图标的常见用途包括收藏夹图标和按键和控制用图标。

## 步骤

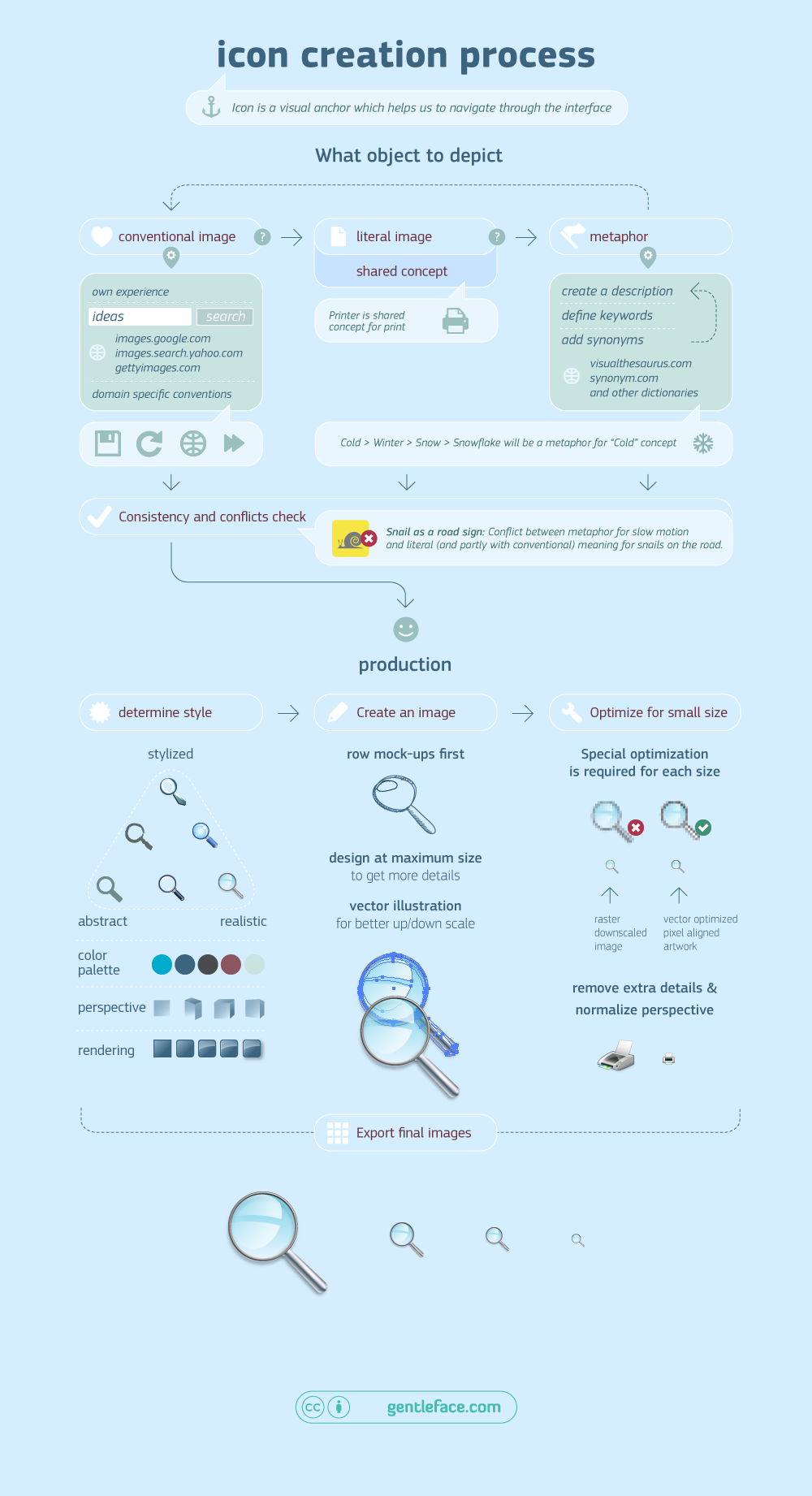
一般的图标设计步骤，带有例子，展示图标设计的各个角度。

图标设计的过程能大体分成两个步骤：设计象形符号、绘制定稿图像。

### 设计象形符号
设计象形符号有三种常用方法。
1. 在图标设计练习中，首位考虑的，也是效果最好的方法是使用惯用图形。
2. 若案例中没有可用的惯用图形，可以利用原型所表现出的印象，利用其直观形象。（比如打印机就具有打印这一概念的印象）
3. 在定稿前，必须检查是否产生冲突（比如要表现慢动作，蜗牛图像是一个好比喻，但如果使用在路标上就可能在文字和习俗方面产生冲突，产生“马路蜗牛”的歧义。）

设计象形符号能使得工具栏和其他功能图标在界面上产生差异性，在代表单个应用或网站上，其作用则更接近商标或吉祥物设计。

## 著名设计师
一位早期的专业图标设计师，苏珊·卡雷，为经典Mac OS设计了大量图标。